# クリスチャン文書伝道団
クリスチャン文書伝道団（クリスチャンぶんしょでんどうだん、略称CLC）は、世界福音伝道団の文書事業部として、1950年に発足した組織である。日本福音同盟の協力会員であった。2020年に解散した。

## 概要
超教派の立場で文書伝道を行うことを使命として、全国でキリスト教の書店を運営していた。1957年に独立法人になった。
直営店（CLC BOOKS）は国内6都市に展開され、オンラインショップも運営した。

しかし、「ここ数年の出版不況に加え、新型コロナウィルスなどの影響により、宗教法人としての働きを継続することは困難であると判断」し、2020年12月をもって団体の解散することを発表した。